# غيلكلا (مقاطعة تشالوس)
غيلكلا (بالفارسية: گیل‌کلا) هي قرية تقع في قسم كلارستاق الغربي الريفي (مقاطعة تشالوس) في إيران. يقدر عدد سكانها بـ 240 نسمة .